# Teucheler Heide
Koordinaten: 51° 54′ 5″ N, 12° 39′ 34″ O
Die Teucheler Heide ist eine Heide im Fläming. Sie liegt im Norden der Lutherstadt Wittenberg in Sachsen-Anhalt.
Die Teucheler Heide wurde bis 1991 als Truppenübungsplatz der Gruppe der Sowjetischen Streitkräfte in Deutschland verwendet. Nach Abzug der etwa 3000 Soldaten wurde das Gebiet nicht mehr genutzt. 1999 wurde die Teucheler Heide Bestandteil des neu ausgewiesenen Landschaftsschutzgebietes „Wittenberger Vorfläming und Zahnabachtal“.
Seit 2001 befindet sich die Teucheler Heide in Privatbesitz. Die Wälder und Wiesen werden unter Berücksichtigung der Bestimmungen der Schutzgebietsverordnung mit Aubrac-Rindern bewirtschaftet. Durch die frühere militärische Nutzung und Bodenverwundung sind große Trockenrasen und Offengebiete mit Pioniergehölzen wie Kiefer, Birke und Zwergstrauchheiden entstanden. Im Heidegebiet kommen seltene Vogel- und Lurcharten sowie verschiedene Gräser vor.